# Богдан, Яков Иванович
Яков Иванович Богдан (1922 год, село Остролучье, Переяславского уезда, Полтавской губернии, Украинской ССР (ныне Барышевского района, Киевской области, Украина) — 12 января 1943 года, деревня Липки, Мгинского района, Ленинградской области, РСФСР, СССР (ныне деревни не существует, Синявинское городское поселение, Ленинградская область, Россия)) — участник Великой Отечественной войны, командир 5-й стрелковой роты 533-го стрелкового полка 128-й стрелковой дивизии 2-й ударной армии Волховского фронта, старший лейтенант. В бою закрыл своим телом амбразуру пулемёта.

## Биография
Родился в 1922 году в селе Остролучье в семье работника ЧК, выходца из крестьянской семьи. Окончив школу, работал в железнодорожном депо.
10 июля 1941 года Барышевским РВК призван в РККА. 10 сентября 1941 года зачислен на краткосрочные курсы младших лейтенантов, проходил обучение в Молотове. В 1942 году направлен на Волховский фронт, зачислен в состав 128-й стрелковой дивизии. Был ранен 1 июля 1942 года.
Перед операцией по снятию блокады Ленинграда в январе 1943 года командовал 5-й стрелковой ротой 533-го стрелкового полка 128-я стрелковой дивизии. В ходе операции дивизия занимала позиции на крайнем правом фланге 2-й ударной армии, начиная от берега Ладожского озера. Дивизия наступала на сильно укреплённый опорный пункт в деревне Липки. В первый день наступления, 12 января 1943 года, дивизия сумела прорвать оборону южнее Липок, но была остановлена фланговым огнём из оборудованных дзотов на кладбище, расположенном на высоте на южной окраине деревни.
13 января 1943 года, старший лейтенант Богдан, видя, что дальнейшее продвижение вверенного подразделения невозможно из-за пулемётного огня, подобрался к дзоту, замаскированному среди могил на кладбище и забросал его гранатами. Сочтя, что дзот уничтожен, встал, с целью поднять роту в атаку, но пулемёт вновь открыл огонь. Тогда старший лейтенант Богдан накрыл амбразуру своим телом, и был убит.
20 января 1943 года в газете «Правда» была опубликована статья «К родному Ленинграду», в которой описывался подвиг Якова Богдана: «…Губительный огонь немецкого дзота задерживал продвижение нашего стрелкового подразделения. Бойцы залегли. Тогда комсомолец Яков Богдан подполз вплотную к дзоту и своим телом закрыл амбразуру. Вражеский пулемет дал последнюю очередь и смолк. Девять пуль пробили комсомольский билет на груди молодого героя…».
Был представлен к награждению Орденом Ленина посмертно, но был награждён медалью «За отвагу».
Похоронен на дивизионном кладбище у деревни Верхняя Назия, в 1954 году останки Я. Богдана были перезахоронены в братской могиле в селе Путилово.